# Agua Blanca, Ayotlán
Agua Blanca är en ort i Mexiko.   Den ligger i kommunen Ayotlán och delstaten Jalisco, i den centrala delen av landet, 300 km väster om huvudstaden Mexico City. Agua Blanca ligger 1 630 meter över havet och antalet invånare är 166.
Terrängen runt Agua Blanca är huvudsakligen kuperad, men åt sydost är den platt. Agua Blanca ligger nere i en dal. Runt Agua Blanca är det ganska tätbefolkat, med 70 invånare per kvadratkilometer. Närmaste större samhälle är Yurécuaro, 18,1 km söder om Agua Blanca. I omgivningarna runt Agua Blanca växer huvudsakligen savannskog.